# 漂亮朋友
漂亮朋友是法国作家居伊·德·莫泊桑的第二本长篇小说，在1885年出版。1968年被西德導演Helmut Käutner改編為《漂亮朋友》。

## 简介
这部小说的故事发生在巴黎，退伍军人乔治·杜洛瓦曾在阿尔及利亚服役三年，经友人福雷斯蒂尔介绍成为《法兰西生活报》记者，逐渐升为主编。杜洛瓦最初的成功得益于福雷斯蒂尔太太的帮助，她与政要之间的关系，为他提供幕后的信息，使他积极参与政治。杜洛瓦成为福雷斯蒂尔的朋友，另一个有影响力的女人马莱勒太太的情人。杜洛瓦后企图引诱福雷斯蒂尔太太，福雷斯蒂尔因肺病去世，杜洛瓦说服福雷斯蒂尔太太嫁给他。后来他勾搭了报社老板洼勒兑尔的太太，离婚后迎娶报馆老板的女儿，迈入上流社会。

## 主要人物
- 喬治·杜洛華（Georges Duroy （Du Roy））：退伍士兵，後成為記者
- 夏爾·弗雷吉埃（Charles Forestier）：杜洛華的戰友，記者
- 瑪德萊納·弗雷吉埃（Madeleine Forestier （Du Roy））：夏爾的夫人，後成為杜洛華的夫人
- 拉羅什·馬提厄（Monsieur Laroche-Mathieu）：瑪德萊納·弗雷吉埃的朋友，國會議員。後成為部長以及瑪德萊納的情夫
- 孔德·德·馬海勒（Comte de Vaudrec）：瑪德萊納長期的保護人和朋友
- 克洛蒂爾德·德·馬海勒（Clotilde de Marelle）：弗雷吉埃的朋友，後成為杜洛華的情婦
- 羅麗娜·德·馬海勒（Laurine de Marelle）：馬海勒家的女兒，她首稱杜洛華為漂亮朋友（Bel Ami）
- 雅克·里夫爾（Jacques Rival）：記者
- 诺伯特·德·瓦伦纳（Norbert de Varenne）：《法兰西生活报》的員工，詩人
- 華爾特（Monsieur Walter）：《法兰西生活报》的所有者及主編
- 薇吉妮·華爾特（Virginie Walter）：華爾特夫人，後成為杜洛華的情婦
- 蘇珊娜·華爾特（Suzanne Walter）：華爾特家的女兒，後成為杜洛華的妻子
- 拉舍爾（Rachel）：妓女